# 25 juillet dans les chemins de fer
25 juin 25 août
Chronologies thématiques
- Croisades
- Sports
- Disney

Cette page concerne les événements qui se sont déroulés un 25 juillet dans les chemins de fer.

## Événements

### XIXesiècle
- 1814. Royaume-Uni : George Stephenson met en service sa première locomotive pour une mine de houille.

### XXesiècle
- 1980. Pays-Bas : deux trains entrent en collision sur une voie unique entre Groningen et Roodeschool, entraînant la mort de 9 personnes.
- 1995. France : à Paris, un attentat à la bombe dans une rame du RER B à la station Saint-Michel fait 8 morts et plus de soixante blessés. Cet attentat est attribué au GIA algérien.